# Spolna zloraba
Spolna zloraba je dejanje ali ravnanje, s katerim oseba prisili drugo osebo k spolnim stikom ali spolnemu občevanju.

## Opredelitev
O spolni zlorabi govorimo, kadar storilec kaže določene znake spolnega vedenja, ko je žrtev odvisna od storilca, ko storilec tako zadovoljuje težave na čustvenem področju, z žrtvijo ne sočustvuje in se ne čuti krivega za dejanje. Storilec z ustrahovanjem in grožnjami žrtev pripravi do molka.

### Ravnanje storilca
Oseba, ki načrtuje spolno zlorabo, svoje početje prikriva z grožnjami, kot so telesno kaznovanje, odtegnitev varnosti in zaščite, na katero je žrtev zelo navezana, razpadom družinske skupnosti in možnostjo umora.
Do telesnega stika (otipavanje prsi, spolovila) pride pri dveh tretjinah spolnih zlorab. Do neposrednega spolnega akta je prišlo v eni četrtini razkritih zlorab. Kadar spolna zloraba poteka brez telesnega stika, sta jih dve tretjini povezani z eksibicionističnim vedenjem storilca. V eni tretjini primerov pa storilev prisili žrtev k opazovanju tujih spolnih navad, kamor sodita voajerizem in predvajanje pornografije.

## Znamenja zlorabe

### Telesna znamenja
Žrtve imajo pogosto prebavne težave, spodnje perilo je lahko strgano, umazano in okrvavljeno, v predelu spolovila jih boli in srbi, analni in nožnični predel sta lahko opraskana, pordela, otekla, izločanje urina in odvajanje blata sta boleča. Možna je nosečnost.

### Vedenjska znamenja
Žrtve spolne zlorabe so potrte, umikajo in zapirajo se vase; poškodujejo sebe, druge ljudi, predmete ali živali; pojavljajo se izbruhi jeze in nenavadne telesne težave. Zatekajo se v domišljijski svet, lahko se vedejo nenavadno, apatično. Svojo travmatiziranost prikrivajo, posebno osebe moškega spola.

## Žrtve in storilci
Med osebami, ki jih doleti spolna zloraba, prevladujejo ženske (90 %). 90 % storilcev je moškega spola.